# Eiko Hisamura
Eiko Hisamura (久村 栄子, Hisamura Eiko) (nome de noivado: Eiko Yamada (山田 栄子, Yamada Eiko)) é uma seiyū veterana e atriz de teatro, nascida em 13 de junho, 1954 em Yokohama, Kanagawa, Japão. Hisamura já tinha trabalhado com o seu nome de noivado antes mesmo de se casar e por um longo tempo após isto, a ponto de que tal nome ainda é usado entre os fãs. Em vários casos, os fãs não estão cientes de sua mudança de nome. Atualmente, ela é uma agente livre não contratada por nenhuma firma de gerenciamento de talento, apesar de ela já ter sido contratada pela Aoni Production.
Hisamura já dublou muitos personagens na série de anime World Masterpiece Theater da Nippon Animation, incluindo Anne de Anne of Green Gables e Jo de Ai no Wakakusa Monogatari.